# Ban-sur-Meurthe
Pour les articles homonymes, voir Ban et Meurthe.
Ban-sur-Meurthe, appelée Ban-le-Duc avant 1793, est une ancienne commune française du  département des Vosges en région Grand Est. Elle est réunie à celle de Clefcy en 1995 pour former la commune de Ban-sur-Meurthe-Clefcy.

## Géographie
Comme son nom l'indique, cette ancienne commune est située sur la Meurthe.

### Localités de la commune
Elle est composée, comme celle de Ban-de-Sapt, de plusieurs hameaux et d'un grand nombre d'habitations éparses au XIXe siècle.
- Boslimpré
- le Chêne
- le Grand-Valtin
- les Grimels
- Hervafaing
- Sachemont
- le Vic
- Bernienpré
- Fleurent-L'hôte
- Foincel
- Grimaufaing
- Harfontaine
- Haut-de-la-Côte
- Haut-Grain
- Létang
- la Maxerelle
- Pré-Agathe
- Stingigoutte
- le Surceneux
- les Voises-Prés
- Basse-la-Haye
- le Bras-Consel
- Dessus-la-Feigne
- l'Etang
- les Eveaux
- Giromboutte
- le Gréguiat
- Landessus
- Liolère
- Schemalick
- Serichamp
- le Lançoir

## Toponymie
Ban-sur-Meurthe représente celui des deux bans du nom de Clefcy qui appartenait au domaine de Lorraine, d'où son ancien nom de Ban-le-Duc.
Le nom de Ban-sur-Meurthe a été substitué à celui de Ban-le-Duc par délibération du département en date du 31 janvier 1793. C'est cette mesure qu'avait pour objet de ratifier un décret du 8 avril suivant, lequel fut rapporté trois mois plus tard ; parce qu'une faute d'impression l'avait rendu applicable, contre toute raison, à la ville de Bar-le-Duc, située sur l'Ornain. D'ailleurs le nom de Ban-sur-Meurthe figure aux registres de l'état civil de cette commune à partir du 10 février 1793.

## Histoire
Cet endroit était le chef-lieu d'un doyenné ; le duc Charles V donne l'office de doyen de Ban-le-Duc à Valentin Valentin le 1er août 1679, ce qui est confirmé par Léopold le 4 février 1700,.
Le 11 février 1704, Léopold donne aux habitants de Ban-sur-Meurthe le droit d'usage dans les forêts ; cet usage appartient désormais à l'État. Les habitants de ce village, dit l'« État du
Domaine », étaient mainmortables de temps immémorial ; c'est-à-dire que tous les meubles de ceux qui décédaient sans enfants appartenaient au domaine. Ils devaient au roi une taille ordinaire de 20 gros et chaque bourgeois vendant du vin payait dix francs.
Le 1er juillet 1995 la commune de Ban-sur-Meurthe est rattachée sous le régime de la fusion simple à celle de Clefcy qui devient Ban-sur-Meurthe-Clefcy.

## Politique et administration
Les mairies de Ban-sur-Meurthe et de Clefcy occupent le même bâtiment au XXe siècle, celui-ci est situé sur le territoire communal de Clefcy.
| Période                                  | Période | Identité         | Étiquette | Qualité |
| ---------------------------------------- | ------- | ---------------- | --------- | ------- |
| avant 1981                               | ?       | Fernand Bertrand |           |         |
| Les données manquantes sont à compléter. |         |                  |           |         |

## Démographie
En 1845, la commune a 1 846 habitants, 875 ménages et 349 maisons.
| 1793  | 1800  | 1806  | 1821  | 1831  | 1836  | 1841  | 1846  | 1856  |
| ----- | ----- | ----- | ----- | ----- | ----- | ----- | ----- | ----- |
| 1 181 | 1 225 | 1 306 | 2 000 | 1 765 | 1 807 | 1 826 | 1 830 | 1 661 |

| 1861  | 1866  | 1876  | 1881  | 1886  | 1891  | 1896  | 1901  | 1906  |
| ----- | ----- | ----- | ----- | ----- | ----- | ----- | ----- | ----- |
| 1 686 | 1 615 | 1 568 | 1 484 | 1 440 | 1 288 | 1 260 | 1 167 | 1 107 |

| 1911  | 1921 | 1926 | 1931 | 1936 | 1946 | 1954 | 1962 | 1968 |
| ----- | ---- | ---- | ---- | ---- | ---- | ---- | ---- | ---- |
| 1 021 | 949  | 904  | 802  | 744  | 444  | 499  | 482  | 448  |

| 1975 | 1982 | 1990 | - | - | - | - | - | - |
| ---- | ---- | ---- | - | - | - | - | - | - |
| 427  | 456  | 496  | - | - | - | - | - | - |